# Pentación

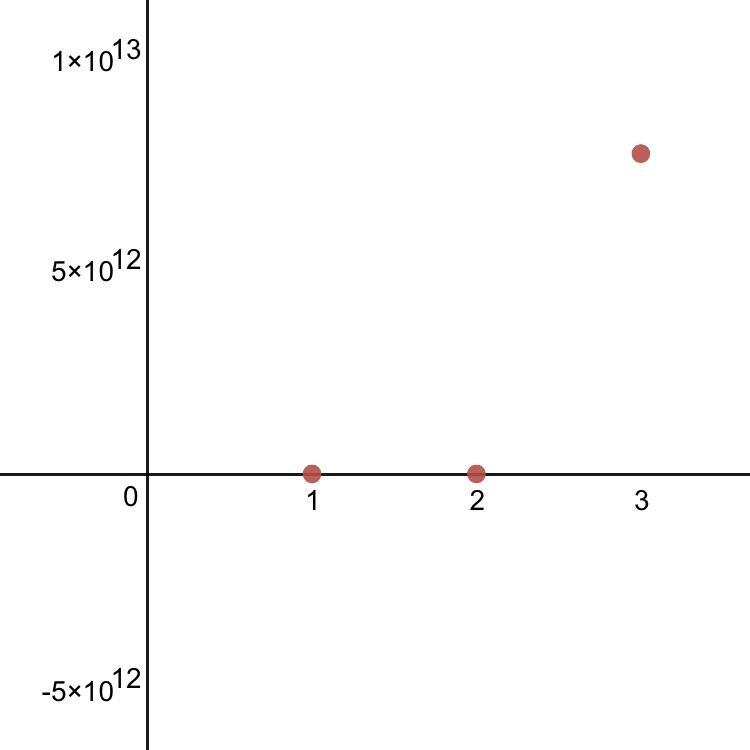
Los primeros tres valores de la expresión x[5]2. El valor de 3[5]2 es alrededor de 7.626 × 10^{12}; los resultados para valores de x mayores son demasiado grandes para aparecer en la gráfica.

En matemáticas, la pentación es la hiperoperación que le sigue a la tetración y es anterior a la hexación. Se define como la iteración (repetición) de tetraciones, tal y como la tetración es la iteración de la potenciación. Es una operación binaria definida con dos números a y b, donde a es «tetrado» a sí mismo b veces. por ejemplo, usando la notación de hiperoperación para la pentación y tetración, {\displaystyle 2[5]3} quiere decir «tetrar» 2 a sí mismo 3 veces, o {\displaystyle 2[4](2[4]2)}. Esto se puede después reducir a {\displaystyle 2[4](2^{2})=2[4]4=2^{2^{2^{2}}}=2^{2^{4}}=2^{16}=65536.}

## Etimología
La palabra «pentación» fue acuñada por Reuben Goodstein en 1947 de las raíces penta- (cinco) e iteración. Es parte de su esquema general para nombrar a las hiperoperaciones.

## Notación
No existe un consenso general para la notación de la pentación; por lo tanto existen varias maneras de escribir la operación. Sin embargo, unas se usan más que otras y existen distintas ventajas entre una y otra forma de uso.
- La pentación se puede escribir como una hiperoperación como {\displaystyle a[5]b}. En este formato, {\displaystyle a[3]b} puede ser interpretado como el resultado de aplicar repetidamente la función {\displaystyle x\mapsto a[2]x}, por {\displaystyle b} repeticiones, comenzando con el número 1. De forma análoga, {\displaystyle a[4]b}, la tetración, representa el valor obtenido al aplicar repetidamente la función {\displaystyle x\mapsto a[3]x}, por {\displaystyle b} repeticiones, comenzando con el número 1, y la pentación {\displaystyle a[5]b} representa el valor obtenido al aplicar repetidamente la función {\displaystyle x\mapsto a[4]x}, por {\displaystyle b} repeticiones, comenzando con el número 1.[3] Esta será la notación usada en el resto del artículo
- En la notación flecha de Knuth, {\displaystyle a[5]b} se representa como {\displaystyle a\uparrow \uparrow \uparrow b} o {\displaystyle a\uparrow ^{3}b}. En esta notación, {\displaystyle a\uparrow b} representa a la función de potenciación {\displaystyle a^{b}} y {\displaystyle a\uparrow \uparrow b} representa a la tetración. La operación puede adaptar fácilmente la hexación añadiendo otra flecha.
- En la notación de cadena de Conway, {\displaystyle a[5]b=a\rightarrow b\rightarrow 3}.[4]
- Otra notación propuesta es {\displaystyle {_{b}a}}, aunque esta no es extensible a hiperoperaciones de mayor orden.[5]

## Ejemplos
Los valores de la función de pentación también pueden ser obtenidos de los valores en la cuarta fila de valores en una variante de la función de Ackermann: si {\displaystyle A(n,m)} se define como la recurrencia de Ackermann {\displaystyle A(m-1,A(m,n-1))} con las condiciones iniciales {\displaystyle A(1,n)=an} y {\displaystyle A(m,1)=a}, entonces {\displaystyle a[5]b=A(4,b)}.
Como la tetración, su operación base, no ha sido extendida a alturas no-enteras, la pentación {\displaystyle a[5]b} actualmente sólo está defnida para valores enteros de a y b donde {\displaystyle a>0} y {\displaystyle b\geq -1}, y unos pocos valores enteros adicionales que podrían estar únicamente definidos. Como todas las hiperoperaciones de orden 3 y mayor, la pentación tiene los siguientes casos triviales (identidades) que son verdaderos para todos los valores de a y b en su dominio:
- {\displaystyle 1[5]b=1}
- {\displaystyle a[5]1=a}

Adicionalmente, se puede definir:
- {\displaystyle a[5]0=1}
- {\displaystyle a[5](-1)=0}

Además de los casos triviales arriba expuestos, la pentación genera números extremadamente grandes muy rápidamente tal que sólo hay unos pocos casos no-triviales que producen números que pueden ser escritos en notación convencional, como se muestra a continuación:
- {\displaystyle 2[5]2=2[4]2=2^{2}=4}
- {\displaystyle 2[5]3=2[4](2[4]2)=2[4]4=2^{2^{2^{2}}}=2^{2^{4}}=2^{16}=65,536}
- {\displaystyle 2[5]4=2[4](2[4](2[4]2))=2[4](2[4]4)=2[4]65536=2^{2^{2^{\cdot ^{\cdot ^{\cdot ^{2}}}}}}{\mbox{ (una torre de exponentes de 65,536 números de altura) }}\approx \exp _{10}^{65,533}(4.29508)} (se muestra aquí en notación de exponentes iterados ya que es demasiado grande para ser escrito en notación convencional. Nótese que {\displaystyle \exp _{10}(n)=10^{n}})
- {\displaystyle 3[5]2=3[4]3=3^{3^{3}}=3^{27}=7,625,597,484,987}
- {\displaystyle 3[5]3=3[4](3[4]3)=3[4]7,625,597,484,987=3^{3^{3^{\cdot ^{\cdot ^{\cdot ^{3}}}}}}{\mbox{ (una torre de exponentes de 7,625,597,484,987 números de altura) }}\approx \exp _{10}^{7,625,597,484,986}(1.09902)}
- {\displaystyle 4[5]2=4[4]4=4^{4^{4^{4}}}=4^{4^{256}}\approx \exp _{10}^{3}(2.19)} (un número con más de {\displaystyle 10^{153}} dígitos)
- {\displaystyle 5[5]2=5[4]5=5^{5^{5^{5^{5}}}}=5^{5^{5^{3125}}}\approx \exp _{10}^{4}(3.33928)} (un número con más de {\displaystyle 10^{10^{2184}}} dígitos)